# Lansnäbbar
Lansnäbbar (Doryfera) är ett litet släkte med fåglar i familjen kolibrier. Släktet lansnäbbar omfattar endast två arter:
- Grönpannad lansnäbb (D. ludovicae)
- Blåpannad lansnäbb (D. johannae)